# Fujian Sturgeons
O Fujian Sturgeons é um clube profissional de basquetebol chinês sediado em Quanzhou, Fujian. A equipe disputa a divisão sul da Chinese Basketball Association .

## História
Foi fundado em 1999.